# Tengerparti seprűcserje
A tengerparti seprűcserje vagy borfa (Baccharis halimifolia) az őszirózsafélék családjába tartozó, Észak-Amerikában honos, látványos virágzatú, sótűrő bokor. Európában és Ausztráliában kivadult és inváziós fajként terjed.

## Megjelenése
A tengerparti seprűcserje 2-4 (ritkán akár 6) méter magas lombhullató cserje. Néha kis, egytörzsű fa formájában nő, de többnyire sűrű bokor. A kifejlett növények kérge mélyen bordázott. Szórt elhelyezkedésű levelei rombusz alakúak, oválisak vagy keskeny ovális-lándzsásak, 2–6 cm hosszúak. Szélük a nyél közelében ép, a csúcs felé 1-3 nagy fog lehet rajta.
Ősszel, augusztus végétől novemberig virágzik. Virágai kétlakiak, vagyis a porzós és termős virágok külön növényeken találhatók. AZ egyes virágok aprók, de az ágak végén nagy virágzatba tömörülnek. A porzós virágok sárgásak, nem különösebben feltűnőek, viszont a termősök hosszú, gyapjúszálszerű fonalakat növesztenek, amelyek miatt messziről az egész bokor úgy tűnik, mintha vatta borítaná.
Termése 1,3-1,8 mm-es kaszat, amelynek végén számos, 10–12 mm hosszú, ezüstfehér szál segíti a szél által való terjesztést. A magoknak nincs szükségük pihenési időszakra, azonnal csírázásképesek.
Kromoszómaszáma 2n=18.

## Elterjedése és termőhelye
Eredetileg Észak-Amerika délkeleti részén volt honos a kanadai Új-Skóciától Floridán keresztül egészen Texasig és Északkelet-Mexikóig (valamint Kubában és a Bahamákon). A Fekete-tenger partján (Abházia), Észak-Spanyolországban, Dél-Franciaországban, Olaszországban, Ausztráliában és Új-Zélandon kivadult és gyorsan terjedve veszélyezteti az őshonos fajokat. Szerepel az Európai Unió inváziós fajokat felsoroló jegyzékében.
Eredeti hazájában tengerpartokon, partközeli sós mocsarakban, legelőkön, utak mentén található meg. A talajjal szemben igénytelen, jól nő a nagyobb sótartalmú vagy szikes talajon; elviseli a nedves, száraz vagy tápanyagszegény aljzatot. A nehéz agyagtalajt nem kedveli. A fagyot jól tűri. Nagy mennyiségű magot termel (egy növény akár több százezret, sőt másfél milliót), amelyeket a szél több kilométerre is elvisz, így gyorsan tud terjedni.  

## Felhasználása
Nagy tömegben hozott virágai jó méhlegelők, különösen ősszel, amikor kevés virág nyílik. Igénytelensége, gyors növekedése, látványos virágzata miatt dísznövényként ültetik, de a talaj eróziójának megakadályozására is használják. Magjai mérgezőek. Pollenje allergén lehet.      

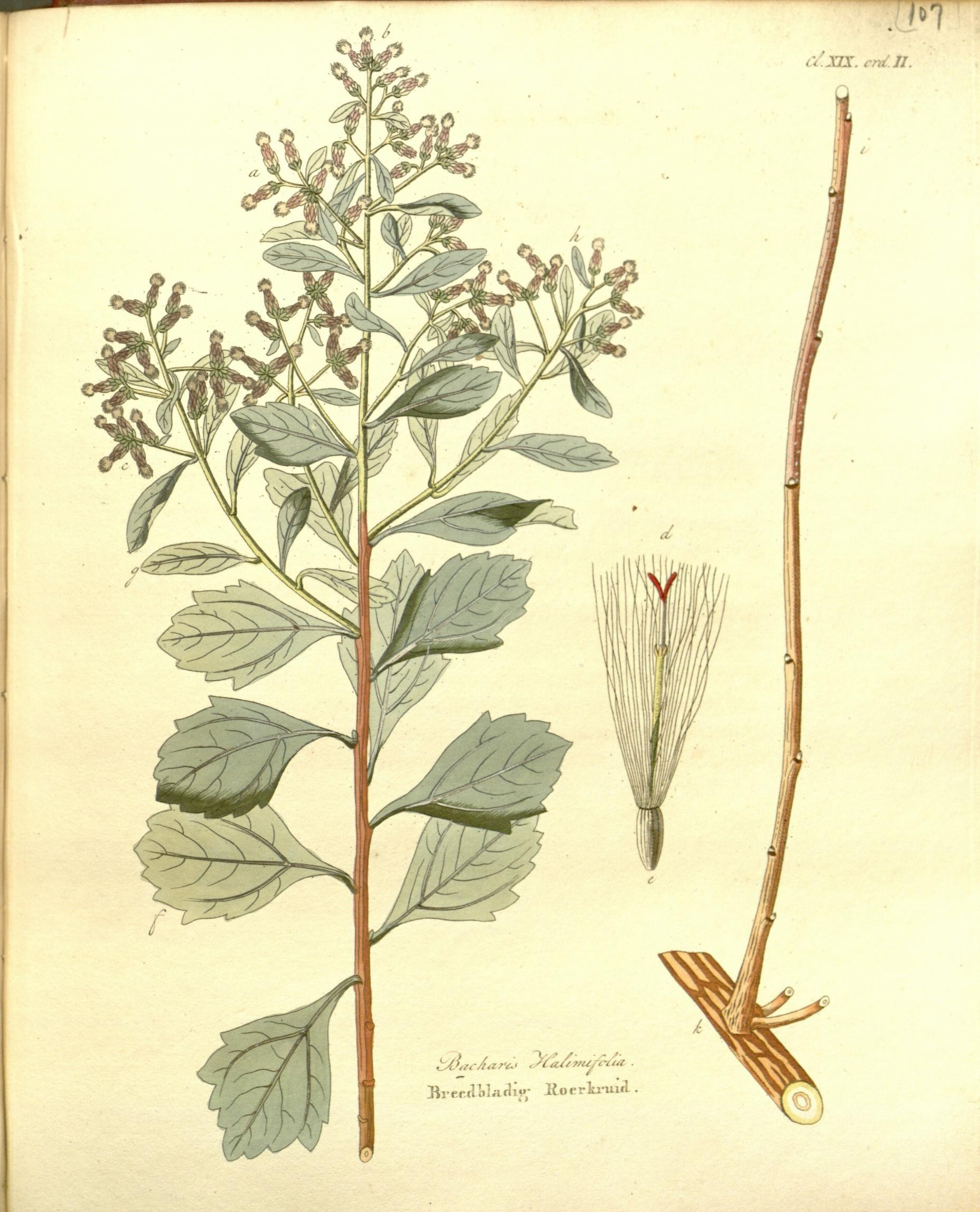
Ábrázolása egy holland botanikakönyvben (1802)
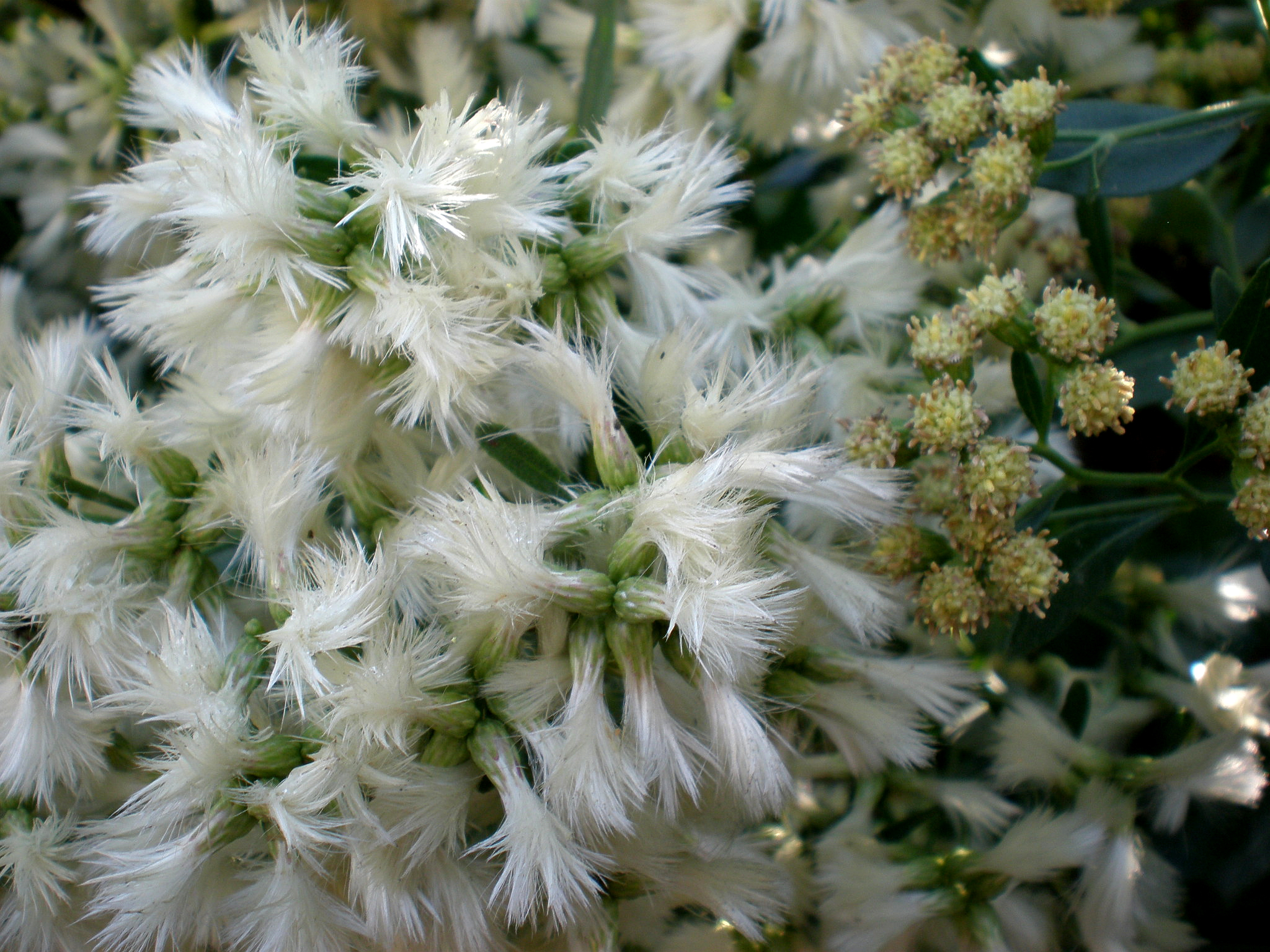
Virágzata
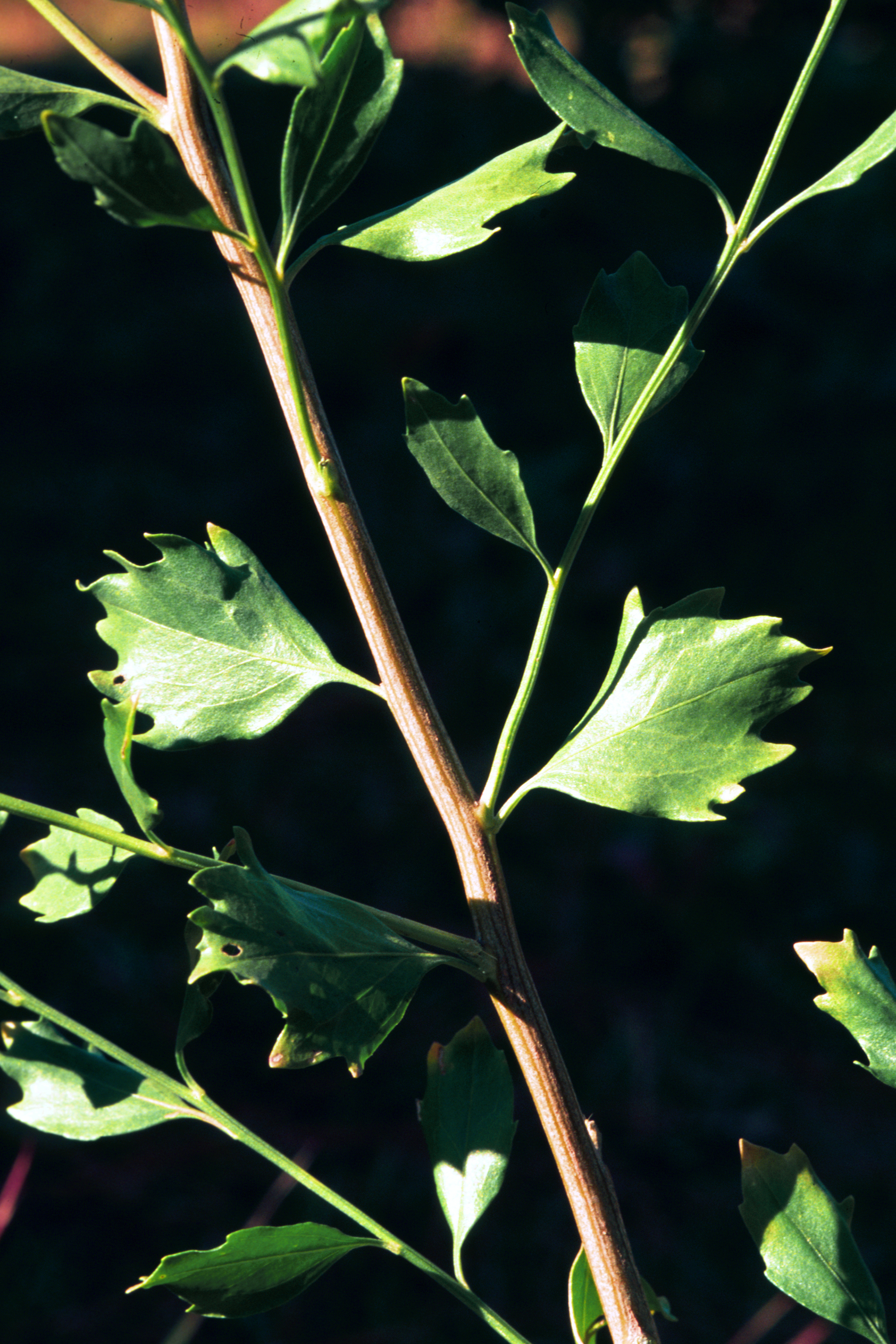
Hajtása
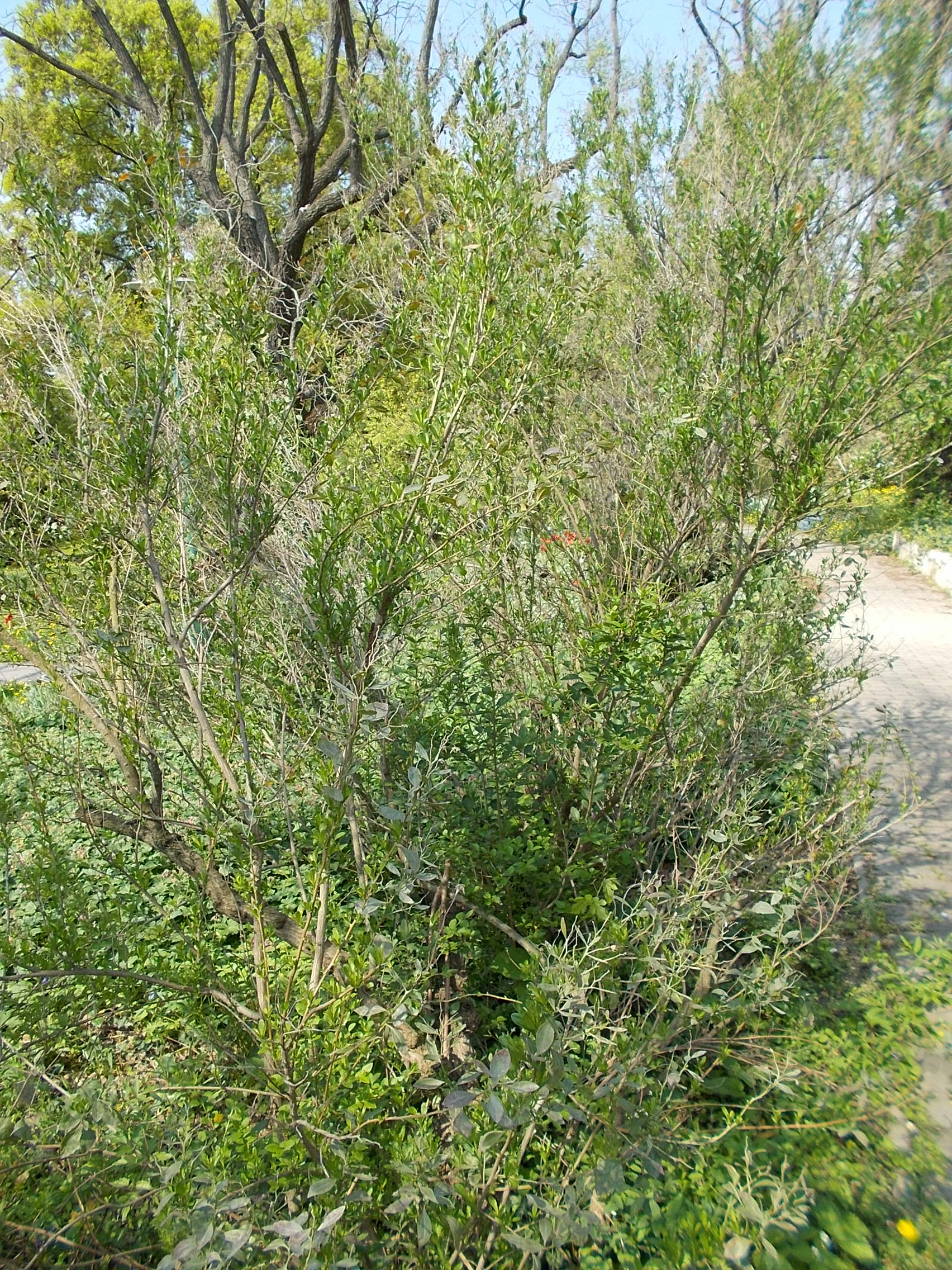
Seprűcserje a Budai Arborétumban